# Fiodor Bogdanovski
Fiodor Fiodorovitch Bogdanovski (em russo:  Фёдор Фёдорович Богдановский; 16 de abril de 1930) é um russo, ex-halterofilista da União Soviética.
Fiodor Bogdanovski foi campeão olímpico em 1956, na categoria até 75 kg, com 420 kg no total combinado (132,5 kg no desenvolvimento, ou prensa militar [movimento-padrão que foi abolido em 1973], 122,5 kg no arranque e 165 kg no arremesso).
Ele foi por cinco vezes vice-campeão mundial (1954-1955; 1957-1959) e por quatro vezes campeão europeu (1954-1955; 1958-1959).
Bogdanovski definiu vários recordes mundiais ao longo de sua carreira.